# Дубівка (Кропивницький район)
Дубі́вка — село в Україні, у Новгородківській селищній громаді Кропивницького району Кіровоградської області. Населення становить 227 осіб.

## Населення
Згідно з переписом УРСР 1989 року чисельність наявного населення села становила 265 осіб, з яких 128 чоловіків та 137 жінок.
За переписом населення України 2001 року в селі мешкало 228 осіб.

### Мова
Розподіл населення за рідною мовою за даними перепису 2001 року:
| Мова       | Відсоток |
| ---------- | -------- |
| українська | 96,48 %  |
| білоруська | 2,20 %   |
| російська  | 0,88 %   |
| угорська   | 0,44 %   |